# Viga (Catanduanes)
Pour les articles homonymes, voir Viga.
Viga est une municipalité des Philippines située dans l'est de la province de Catanduanes, sur l'île du même nom.

## Histoire
Le 1er janvier 1921, sa partie nord a été séparée pour former la municipalité de Panganiban. Sa partie sud a été séparée en 1951 pour former la municipalité de Gigmoto.

## Subdivisions
La municipalité de Viga compte 31 barangays (districts) :
- Almojuela
- Ananong
- Asuncion (Pob.)
- Batohonan
- Begonia
- Botinagan
- Buenavista
- Burgos
- Del Pilar
- Mabini
- Magsaysay
- Ogbong
- Osmeña
- Pedro Vera (Summit)
- Peñafrancia (Pob.)
- Quezon
- Quirino (Abugan)
- Rizal
- Roxas
- Sagrada
- San Isidro (Pob.)
- San Jose Oco
- San Jose Poblacion
- San Pedro (Pob.)
- San Roque (Pob.)
- San Vicente (Pob.)
- Santa Rosa
- Soboc
- Tambongon
- Tinago
- Villa Aurora